# Saison 2 de The Catch
Chronologie
Saison 1
Cet article présente le guide des épisodes de la deuxième et dernière saison de la série télévisée américaine The Catch.

## Généralités
- Aux États-Unis, la saison a été diffusée du 9 mars 2017[1]
- Au Canada, elle est diffusée en simultanée sur le réseau CTV Two.

## Distribution

### Acteurs principaux
- Mireille Enos : Alice Vaughan
- Peter Krause : Benjamin Jones / Christopher Hall
- Alimi Ballard : Reginald Lennox III
- Jay Hayden : Danny Yoon
- Rose Rollins : Valerie Anderson
- Sonya Walger : Margot Bishop
- Elvy Yost : Sophie Novak
- John Simm : Rhys

### Acteurs récurrents et invités
- T.R. Knight : Tommy Vaughan
- Gina Torres : Agent Justine Diaz
- Brennan Elliott : Matthew Keegan

## Épisodes

### Épisode 1:Un nouveau deal
- États-Unis /  Canada : 9 mars 2017[2] sur ABC / CTV Two[3]
- France :
  - 10 mars 2017 sur Canal+ Séries[4] (en VOSTFr)
  - 20 août 2017 sur Canal+ Séries (en VF)
- Belgique : 12 août 2017 sur Be tv

- États-Unis : 3,67 millions de téléspectateurs[5] (première diffusion)

### Épisode 2:Dans la ligne de mire
- États-Unis /  Canada : 16 mars 2017 sur ABC / CTV Two
- France :
  - 17 mars 2017 sur Canal+ Séries (en VOSTFr)
  - 20 août 2017 sur Canal+ Séries (en VF)
- Belgique : 12 août 2017 sur Be tv

- États-Unis : 3,81 millions de téléspectateurs[6] (première diffusion)

### Épisode 3:Petits arrangements entre ennemis
- États-Unis /  Canada : 23 mars 2017 sur ABC / CTV Two
- France :
  - 24 mars 2017 sur Canal+ Séries (en VOSTFr)
  - 27 août 2017 sur Canal+ Séries (en VF)
- Belgique : 19 août 2017 sur Be tv

- États-Unis : 3,41 millions de téléspectateurs[7] (première diffusion)

### Épisode 4:Les retours du passé
- États-Unis /  Canada : 30 mars 2017 sur ABC / CTV Two
- France :
  - 31 mars 2017 sur Canal+ Séries (en VOSTFr)
  - 27 août 2017 sur Canal+ Séries (en VF)
- Belgique : 19 août 2017 sur Be tv

- États-Unis : 3,4 millions de téléspectateurs[8] (première diffusion)

### Épisode 5:Une voleuse de haut vol
- États-Unis /  Canada : 6 avril 2017 sur ABC / CTV Two
- France :
  - 7 avril 2017 sur Canal+ Séries (en VOSTFr)
  - 3 septembre 2017 sur Canal+ Séries (en VF)
- Belgique : 26 août 2017 sur Be tv

- États-Unis : 3,56 millions de téléspectateurs[9] (première diffusion)

### Épisode 6:Zones d'ombre
- États-Unis /  Canada : 13 avril 2017 sur ABC / CTV Two
- France :
  - 14 avril 2017 sur Canal+ Séries (en VOSTFr)
  - 3 septembre 2017 sur Canal+ Séries (en VF)
- Belgique : 26 août 2017 sur Be tv

- États-Unis : 3,15 millions de téléspectateurs[10] (première diffusion)

### Épisode 7:L'anniversaire
- États-Unis /  Canada : 20 avril 2017 sur ABC / CTV Two
- France :
  - 21 avril 2017 sur Canal+ Séries (en VOSTFr)
  - 10 septembre 2017 sur Canal+ Séries (en VF)
- Belgique : 2 septembre 2017 sur Be tv

- États-Unis : 2,98 millions de téléspectateurs[11] (première diffusion)

### Épisode 8:La remplaçante
- États-Unis /  Canada : 27 avril 2017 sur ABC / CTV Two
- France :
  - 28 avril 2017 sur Canal+ Séries (en VOSTFr)
  - 10 septembre 2017 sur Canal+ Séries (en VF)
- Belgique : 2 septembre 2017 sur Be tv

- États-Unis : 2,99 millions de téléspectateurs[12] (première diffusion)

### Épisode 9:La traque
- États-Unis /  Canada : 4 mai 2017 sur ABC / CTV Two
- France :
  - 5 mai 2017 sur Canal+ Séries (en VOSTFr)
  - 17 septembre 2017 sur Canal+ Séries (en VF)
- Belgique : 9 septembre 2017 sur Be tv

- États-Unis : 2,96 millions de téléspectateurs[13] (première diffusion)

### Épisode 10:Nouveau départ
- États-Unis /  Canada : 11 mai 2017 sur ABC / CTV Two
- France :
  - 12 mai 2017 sur Canal+ Séries (en VOSTFr)
  - 17 septembre 2017 sur Canal+ Séries (en VF)
- Belgique : 9 septembre 2017 sur Be tv

- États-Unis : 2,96 millions de téléspectateurs[14] (première diffusion)